# Scheda telefonica ricaricabile
La scheda telefonica ricaricabile è l'evoluzione della scheda telefonica prepagata nell'ambito della telefonia cellulare. Da essa si differenzia per il fatto di sottoscrivere un accesso completo (e non solo in chiamata) e non anonimo al servizio legato unicamente alla presenza di un credito attivo.
È oggi, in Italia, il principale strumento di accesso al mercato della telefonia cellulare.

## Storia
La prima scheda telefonica prepagata GSM venne introdotta in Italia nel 1994 da SIP con il nome "Ready to go", grazie a Mauro Sentinelli. Dopo un certo periodo di tempo era convertibile per il servizio post-pagato a tariffa family oppure poteva essere lasciata scadere. Nell'ottobre 1996 nacque, come sua evoluzione, la ricaricabile “TIM card”, seguita a breve distanza da Libero ricaricabile di Omnitel.
Immediatamente adottata da tutti i gestori di telefonia mobile si è rivelata lo strumento vincente nella diffusione della telefonia cellulare, consentendo l'accesso a tale tecnologia alle fasce giovanili e a quelle meno abbienti.